# 마시야마 마사미쓰
마시야마 마사미쓰(일본어: 増山正弥, 1653년 2월 19일 ~ 1704년 6월 21일)는 에도 시대 전기부터 중기의 다이묘이다. 미카와 니시오번 제2대 번주, 히타치 시모다테번주, 이세 나가시마번 초대 번주를 지냈다. 나가시마번 마시야마가(長島藩増山家) 제2대 당주.
에도 막부 제4대 쇼군 도쿠가와 이에쓰나에게는 고종사촌동생에 해당한다.
나스 스케미쓰의 장남으로 태어났다. 후에 백부 마시야마 마사토시의 양자로 입적되었다.

## 같이 보기
- 호주인 - 마사미쓰의 고모
- 도쿠가와 이에쓰나 - 마사미쓰의 사촌 형

| 전임 마시야마 마사토시 | 제2대 니시오 번 번주 (마시야마가) 1662년 ~ 1663년 | 후임 도이 도시나가 |

| 전임 막부령(마쓰다이라 요리시게) | 시모다테 번 번주 (마시야마가) 1663년 ~ 1702년 | 후임 이노우에 마사미네 |

| 전임 마쓰다이라 다다미쓰 | 제1대 나가시마번 번주 (마시야마가) 1702년 ~ 1704년 | 후임 마시야마 마사토 |